# Verapaz
Verapaz è un comune del dipartimento di San Vicente, in El Salvador.

## Storia
Sulla fondazione della città, don Guillermo Dawson (1890) dice che "Fue erigida en pueblo en 1838": fu fondato un centro abitato nel 1838 mentre don Julián Escotp (1892) asseriva che "Confiriósele el título de Pueblo en 1,838": le fu conferito il titolo di pueblo nel 1838. La legge del 18 febbraio 1841 parla della costituzione di un nuovo cantones elettorale in El Salvador. Questo cantone si trovava nel distretto e nel dipartimento di San Vicente.
Durante l'amministrazione del maresciallo di campo don Santiago González e per Decreto Legislativo del 25 gennaio 1872, fu assegnato il titolo di villa a Verapaz.
Nel 1890 la popolazione cittadina era di 3.500 persone.
| Controllo di autorità | VIAF (EN) 247391116 |